# Поташкевич, Франц Иосифович
Франц Иосифович Поташкевич (16 августа 1929, Видевщина — 3 июня 2003) — советский рабочий. Герой Социалистического Труда (1971).

## Биография
Франц Поташкевич родился 16 августа 1929 года в польском селе Видевщина Молодечненского повета Виленского воеводства (сейчас агрогородок Молодечненского района Минской области Белоруссии).
С 1955 года трудился экскаваторщиком торфобрикетного завода «Березинский» в Молодечненском районе, с 1959 года — Юратишской машинно-мелиоративной станции в Ивьевском районе Гродненской области), с 1961 года — Островецкой передвижной механизированной колонны № 59 треста «Гродноводстрой» на экскаваторе Э-352.
Постоянно внедрял рационализаторские инициативы, самостоятельно ремонтировал экскаватор, делился опытом с молодёжью.
В ходе 8-й пятилетки выполнил десять годовых заданий, вынув около 600 тысяч кубометров грунта. Кроме того, проложил примерно 100 км каналов.
8 апреля 1971 года Указом Президиума Верховного Совета СССР за выдающиеся успехи, достигнутые в развитии сельскохозяйственного производства и выполнении пятилетнего плана продажи государству продуктов земледелия и животноводства,  удостоена звания Героя Социалистического Труда с вручением ордена Ленина и золотой медали «Серп и Молот».
Входил в партийное бюро механизированной колонны, в группу народного контроля.
Работал экскаваторщиком до выхода на пенсию.
Умер 3 июня 2003 года. 
Награждён медалями.